# Euthalia lubentina
Euthalia lubentina — вид бабочек из семейства Нимфалид (Nymphalidae) и подсемейства  ленточников и пеструшек (Limenitidina). Распространён в Южной Азии и Юго-Восточной Азии.

## Подвиды
- E. l. arasada Fruhstorfer — Южная Индия
- E. l. goertzi Jumalon — Филиппины (Негрос)
- E. l. indica Fruhstorfer, 1904
- E. l. leytensis Jumalon — Филиппины (Лейте)
- E. l. lubentina (Cramer, 1777) — Китай, Непал, Гонконг, Индокитай, Малайзийский полуостров, Сингапур
- E. l. nadenya Fruhstorfer — Филиппины (Лейте)
- E. l. philippensis Fruhstorfer — Филиппины (Лузон)
- E. l. psittacus Fruhstorfer — Филиппины (Басилан)
- E. l. shiamensis Tsukada, 1991 — Цеилон